# Ао-андон
Ао-андон (яп. 青行灯, «синий андон»), или Ао-андо (яп. 青行燈), — призрак из японского фольклора, связанный с популярной в Период Эдо игрой в хяку-моногатари (рассказывание историй-страшилок по ночам). Выглядит якобы как человек в белом кимоно с синей кожей, длинными чёрными волосами, двумя рогами на лбу и острыми зубами чёрного цвета.
Считалось, что Ао-андон может появиться ближе к утру, когда окончится рассказ последней истории и будет потушена лампа; если это произойдёт, то история, рассказанная последней, может случиться на самом деле. Поэтому во время игры многие участники выходили из неё перед рассветом, покидая собравшихся, или же по взаимному согласию останавливались на 99-й истории из страха перед появлением призрака.
Имя «Ао-андон» возникло от андона, традиционной японской лампы-фонарика, которая специально обёрнута синей бумагой-васи, чтобы создать «зловещий» свет для поддержания соответствующего антуража игры.